# Dunlop (Unternehmen)

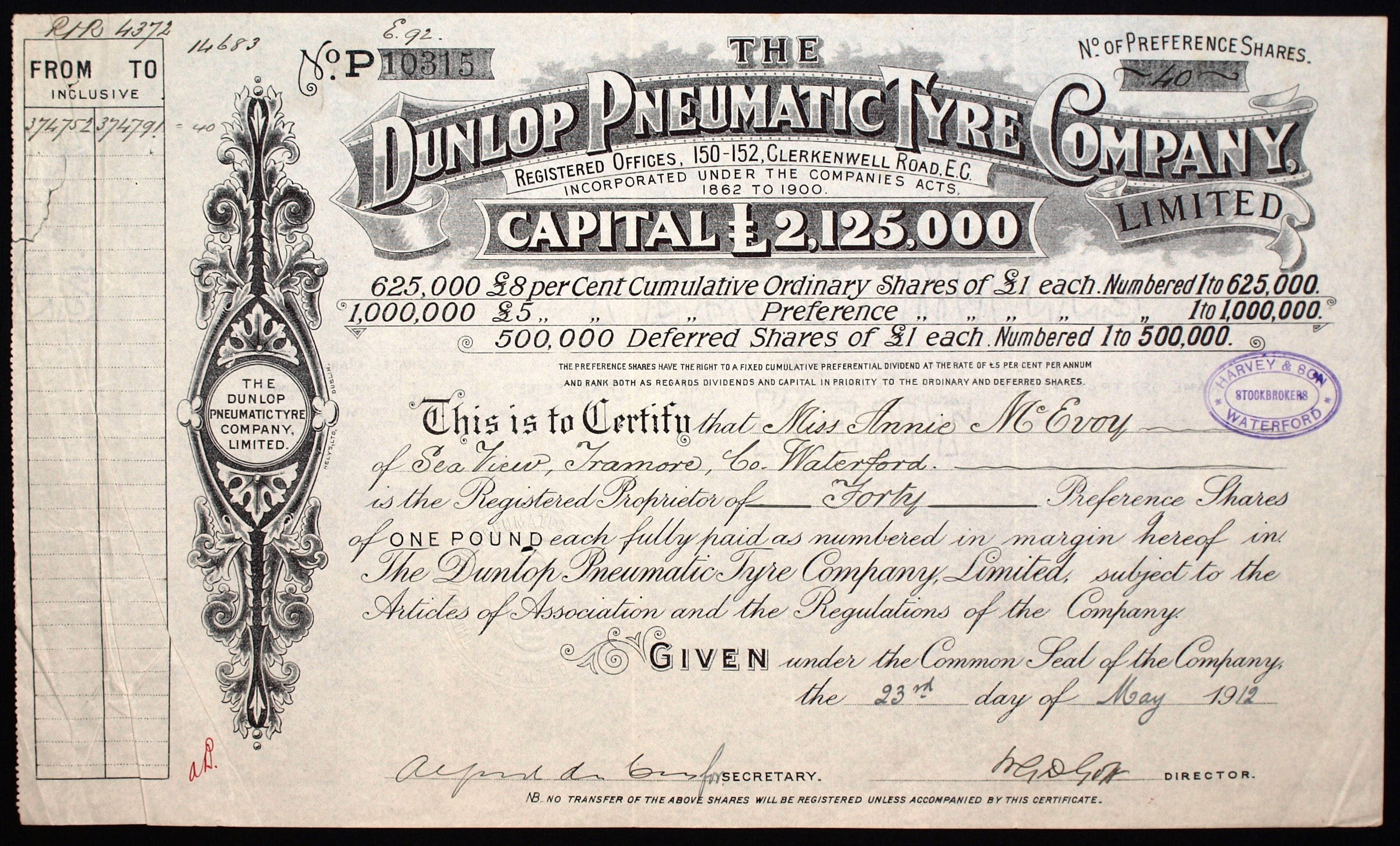
Vorzugsaktie der Mutterfirma Dunlop Pneumatic Tyre Company Ltd. vom 23. Mai 1912

Dunlop SP Sport Maxx (DTM Reifen von 2004)

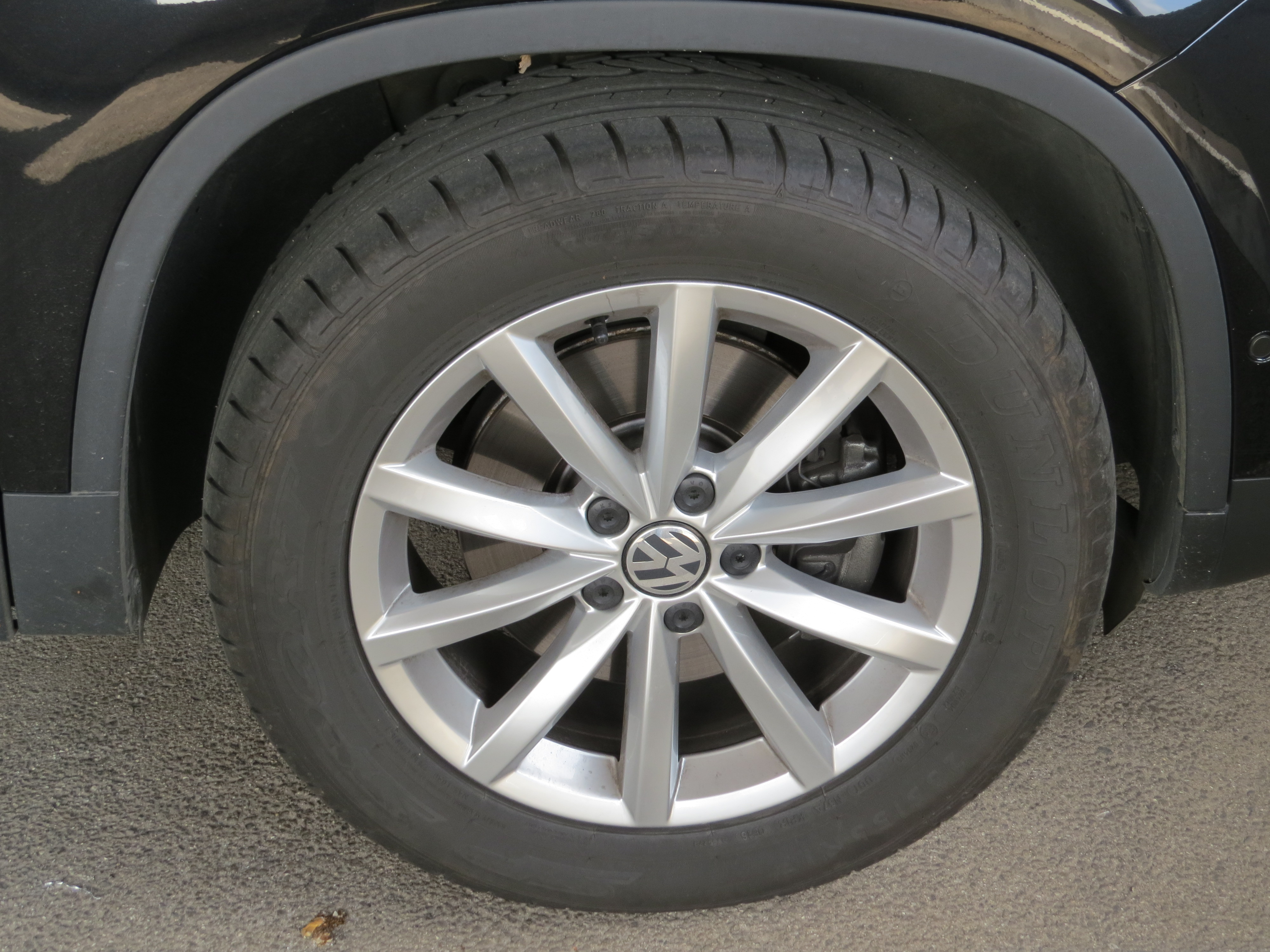
Dunlop-Reifen auf einer Leichtmetallfelge von Volkswagen

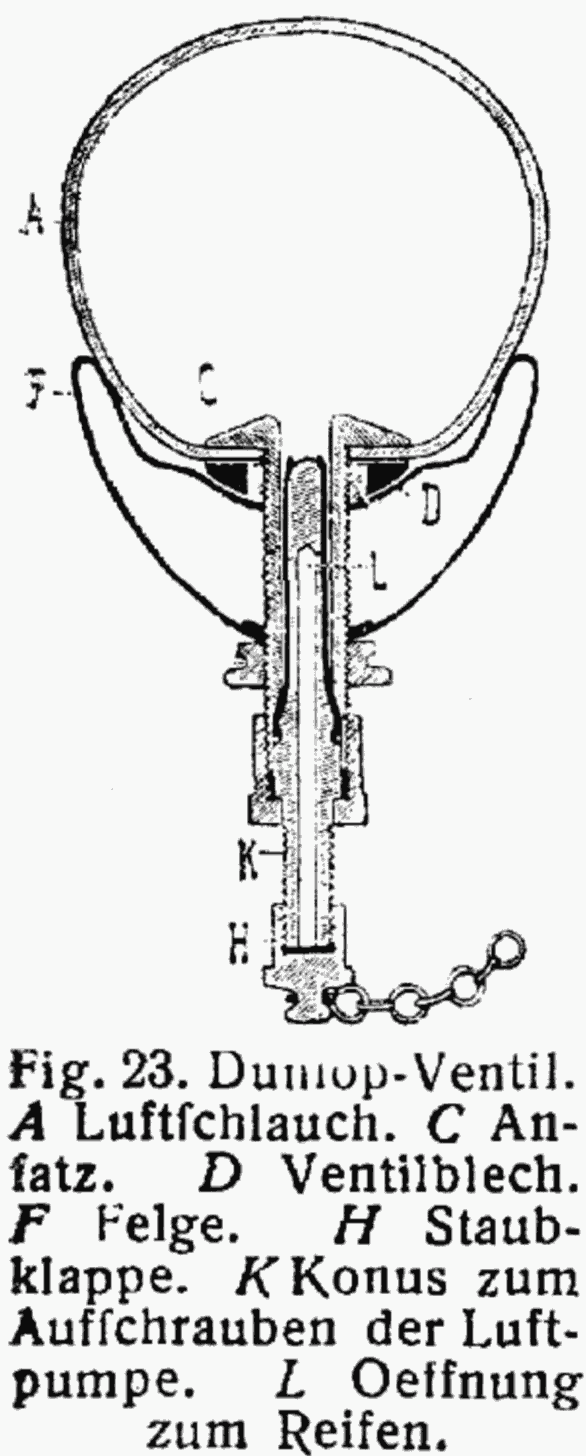
Fahrradreifen mit Dunlop-Ventil von 1904

Dunlop ist eine der weltweit bekanntesten Reifenmarken. Heute ist Dunlop weltweit in den Bereichen Entwicklung, Produktion und Verkauf von Reifen für Fahrzeuge unterschiedlichster Art tätig. 
Ab 1999 war die Marke Teil eines globalen Joint-Ventures der Unternehmen Sumitomo Rubber Industries und der Goodyear Tire & Rubber Company. Das Joint-Venture wurde zum Ende 2015 aufgelöst. Die weltweiten Markenrechte wurden gemäß der Vereinbarung aufgeteilt, in Europa ohne Russland, Australien und Neuseeland geht die Marke komplett an Goodyear, in Nordamerika (USA, Kanada und Mexiko) hält Goodyear die Marke Dunlop für den freien Reifenmarkt und für Erstausrüstung von Neufahrzeugen, außer für japanische Fabrikate. Hier hält Sumitomo die Rechte, ebenso ganz allgemein für Motorradreifen. Im gesamten lateinamerikanischen Raum außer Mexiko, im gesamten asiatischen Raum außer Indien und in gesamt Afrika hält Sumitomo die Rechte an der Reifenmarke Dunlop. Die Markenrechte in Indien hält die indische Ruia-Group. Darüber hinaus fertigte Dunlop Latexmatratzen und Tennisbälle. Etwa 2004 erweiterte Dunlop das Sortiment mit Sportschuhen, 2005 mit Bekleidung. Im Januar 2017 erwarb Sumitomo Rubber Industries auch die Markenrechte an der Marke Dunlop Sports, unter der Sportartikel, insbesondere Sportbekleidung, vertrieben wird. Im Mai 2025 gab Goodyear bekannt, die verbliebenen Markenrechte für $526 Million an Sumitomo Rubber Industries verkauft zu haben.

## Geschichte
Die Ursprünge der Marke Dunlop gehen zurück auf den schottischen Reifenpionier John Boyd Dunlop, der 1888 das erste Patent für den Fahrradluftreifen anmeldete. Nach der Gründung des ersten Dunlop-Werks 1889 in Irland wurde vier Jahre später 1893 im hessischen Hanau die erste Auslandsniederlassung unter der Firma The Dunlop Pneumatic Tire Co. GmbH gegründet. Mitbegründer dieser Gesellschaft war der Frankfurter Fahrradfabrikant Heinrich Kleyer. 1896 verkaufte John Dunlop das Patent an seinen Geschäftspartner Harvey DuCros.

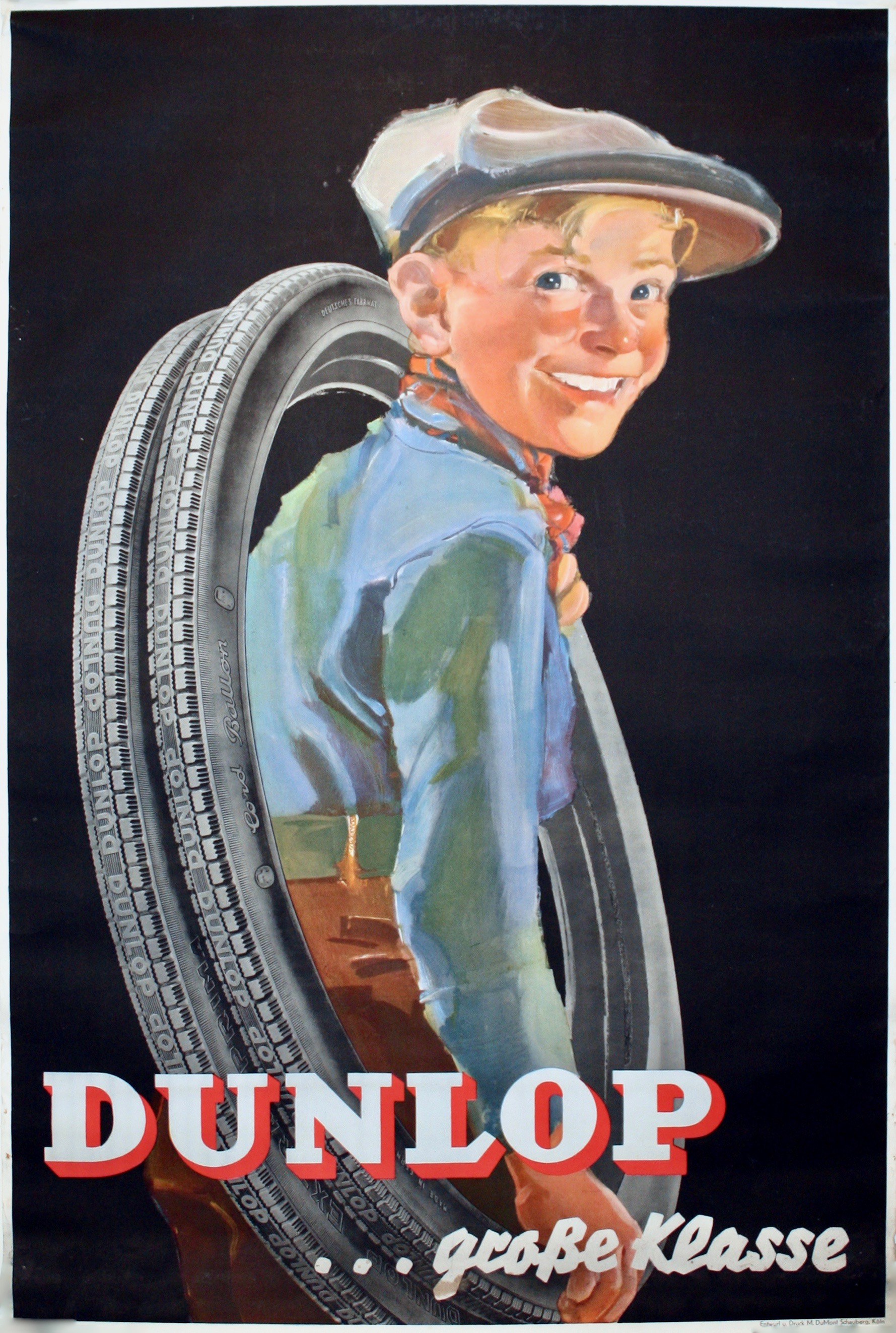
Werbeplakat „Große Klasse“ von M. DuMont Schauberg (1925)

Weitere wesentliche Innovationen waren 1908 die Entwicklung des ersten Reifens mit Metallnieten, dem Vorläufer der in den 1960er Jahren oft benutzten Spikes. 1922 wurde mit der Einführung des Cordgewebes in die Reifendecke die Lebensdauer der Reifen verdreifacht. 1959 stellte Dunlop sein erstes Lamellenprofil vor. Ein Jahr später erforschten Wissenschaftler bei Dunlop das bis dahin unerklärte Phänomen des Aquaplanings. Daraufhin wurden Reifen entwickelt, die das Wasser durch Einschnitte im Profil und Öffnungen in den Seitenstollen ableiten konnten. Ab 1972 stellte Dunlop auch Stahlgürtelreifen her (Serie 60).
1981 erzielte Dunlop weltweit einen Umsatz von 1,68 Milliarden US-Dollar und hatte einen Weltmarktanteil von 5,6 Prozent.
Im September 1983 verkaufte Dunlop seine europäischen Reifenfabriken an die japanische Sumitomo Rubber Industries ohne die Tochtergesellschaft Dunlop France, die daraufhin in Konkurs ging. Nach der Wende übernahm Dunlop 1995 Pneumant in Fürstenwalde.
Zu den neueren Entwicklungen gehören der erste Gürtelreifen in Ultra-Leichtbauweise (ULW) 1994, die Entwicklung des Instant-Mobility-Systems (IMS) als Ersatz für das Reserverad oder des ersten DSST-Reifens, eines selbsttragenden Reifens mit Notlaufeigenschaften 1998. Zu letzterem gehört auch das Reifendruck-Warnsystem Warnair, das in kürzester Zeit Luftdruckverluste ab 30 Prozent erkennt und diese dem Fahrer über akustische oder optische Zeichen signalisiert.
Das Unternehmen engagiert sich darüber hinaus seit langem im Motorsport, so zum Beispiel von 2000 bis einschließlich 2010 in der DTM. Nachdem bei Beendigung des Joint Ventures mit Goodyear im Jahr 2015 beschlossen wurde, in Europa Autoreifen nur noch unter der Marke Goodyear zu verkaufen, wurden im Automobilrennsport die Dunlop- durch Goodyear-Reifen abgelöst.
Im Oktober 2016 kündigte das Unternehmen an, das Werk in Philippsburg zu schließen, wo etwa 900 Mitarbeiter beschäftigt sind. Die Produktion im Werk wurde im Juli 2017 eingestellt. 2019 wurden in Deutschland weitere 1.100 Stellen gestrichen.
Im Mai 2021 wurde als Teil von Goodyears Markenstrategie die Dunlop-Kehre des Nürburgrings in Goodyear-Kehre umbenannt. Seit 13. Dezember 2021 wurde Goodyear Dunlop Tire Germany GmbH (GDTG) zur Goodyear Germany GmbH umfirmiert.
Im November 2023 wurde angekündigt, die Produktion in den Werken Fulda bis September 2025 und Fürstenwalde/Spree schrittweise bis Ende 2027 einzustellen, wodurch bis zu 1.800 Arbeitsplätze abgebaut werden sollen.

## Deutsche Standorte
Die deutsche Niederlassung Goodyear Tires Germany beliefert mit einem Anteil von etwa 80 Prozent des Gesamtumsatzes den deutschen Markt, darüber hinaus aber auch weite Teile Europas.
Produktionsstandorte befinden sich unter anderem in:
- Hanau, 2018 etwa 2.200 Angestellte[2]
- Wittlich, seit 2016 LKW-Reifen[18], 830 Mitarbeiter[19]
- Fulda, 2023 etwa 1.050 Mitarbeiter (Schließung für 2025 angekündigt)[15]
- Riesa, 2013 etwa 630 Angestellte[20]
- Fürstenwalde/Spree (ehemals Pneumant), 2023 etwa 930 Angestellte (Schließung der Produktion für 2027 angekündigt)[16]

Die Tagesproduktion der Werke beläuft sich auf mehr als 30.000 Reifen. Der Jahresumsatz lag im Jahr 2000 bei etwa 1,4 Milliarden Euro, die Zahl der Mitarbeiter betrug ca. 4.600, 2019 waren es etwa 6.400. Der deutsche Hauptsitz befindet sich heute in Hanau. 2018 eröffnete Dunlop Tech dort ein neues Entwicklungsgebäude.

## Werbemaßnahmen
In den 1960er Jahren gab das Unternehmen an Schulkinder Löschblätter mit dem Kater Munkel heraus. Der darauf verwendete Spruch zur Verkehrssicherheit lautete: Das ist Munkel, euer Kater, im Verkehr euch ein Berater.